# ウィリアム・サローヤン
ウィリアム・サローヤン（William Saroyan [səˈrɔɪən]、1908年8月31日 - 1981年5月18日）は、アメリカの小説家・劇作家。アメリカの庶民を明るく書いた。サロイアン、サロイヤンとも表記する。

## 生涯
サローヤンは、トルコ東部から1905年にアメリカへ移住したアルメニア人の末子としてカリフォルニア州のフレズノに生まれる。サローヤンが一歳半のとき父を喪い、4人の兄姉とオークランドの孤児院に入り、5年後、女工の母に引き取られた。学業半ばの12歳のときから、電報配達や新聞売り子などで稼いだ。のち作家を志し、1930年ころから雑誌や新聞に書いた。
1934年（26歳）、ストーリー誌（Story）に載せた『空中ブランコに乗った若者』によって知られ、以降、庶民の哀歓を平易な文体で明るくほろ苦く綴り続けた。映画の台本も書いた。
1938年、サローヤンが30歳のとき『わが心高原に』と翌年の『君が人生の時』がブロードウェイであたり、1940年、後者に演劇部門のピューリッツァー賞が与えられたが辞退した。同年出版の『我が名はアラム』は各国語に翻訳され、日本でも、真珠湾攻撃直前の1941年11月に清水俊二の訳書が六興出版から刊行された。
1943年（35歳）、シナリオを小説にした『人間喜劇』を2月に出版し、翌月映画が公開され、1944年、それによりアカデミー原案賞を受けた。
1943年、まだ19歳だった女優のキャロル・グレイス（後に『ティファニーで朝食を』のモデルとしても知られるようになった）と結婚し2児を得たが、サローヤンの性格と生活態度が原因で1949年に離婚、1951年に復縁しそして翌年離婚した。サローヤンはまさに作家の絶頂期にあったが、キャロルによると無類のギャンブル好きで、暴力も激しかった。子供たちは母親が父親に投げられ首を絞められるところを見ていた。離婚後、子らはキャロルと暮らし、サローヤンはカリフォルニアの家やパリのアパートで独り暮らしした。
サローヤンは夏休みの子らをヨーロッパに連れることもあったがしだいに疎隔した。庶民の哀歓を明るく綴り続けた作家は必ずしも温かい夫、優しい父親でなかった。
サローヤンの息子のアラム（Aram Saroyan）（1943 - ）は作家に、娘のリュシー（Lucy Saroyan）（1946 - 2003）は女優に成長した。妻だったキャロルは1959年ウォルター・マッソーと再婚した。
サローヤンは1981年、前立腺ガンのため生まれ故郷のフレズノで没し、サローヤンの遺骨はカリフォルニアとアルメニアとに埋葬された。

## おもな著作
日本訳がある作品は太字に書く。その行末の数字は「おもな翻訳書」の項の、行頭の数字に対応する。

### 小説
- 1933年：『七万人のアッシリア人』（Seventy Thousand Assyrians） 1
- 1934年：『空中ブランコに乗った若者』（The Daring Young Man on the Flying Trapeze） 2
- 1936年：『吸って吐いて』（Inhale and Exhale）
- 1936年：『三掛ける三』（Three Times Three）
- 1937年：『リトル・チルドレン』（Little Children） 3
- 1939年：『平和、それは素晴らしい』（Peace, It's Wonderful）
- 1940年：『わが名はアラム』（My Name Is Aram） 4、5
- 1941年：『冬を越したハチドリ』（The Hummingbird That Lived Through Winter） 2
- 1943年：『ヒューマン・コメディ』（The Human Comedy） 6、7
- 1944年：『ディア・ベイビー』（Dear Baby） 2
- 1946年：『ウエズリー・ジャクソンの冒険』（The Adventures of Wesley Jackson）
- 1950年：『アッシリア人たち』（Assyrians）
- 1951年：『ロック・ワグラム』（Rock Wagram） 8
- 1951年：『トレーシーの虎』（Tracy's Tiger）
- 1953年：『どこかで笑ってる』（The Laughing Matter） 9
- 1956年：『ママ・アイラブユー』（Mama I Love You） 10
- 1956年：『サローヤン短編集』（The Whole Voyard)  11
- 1957年：『パパ・ユーアークレイジー』（Papa You're Crazy） 12
- 1962年：『ガストン』（Gaston）
- 1964年：『世界の午後の一日』（One Day in the Afternoon of the World） 13、14
- 1968年：『昔は永遠を持っていると信じていたが、今は確かでない』（I Used to Believe I Had Forever, Now I'm Not So Sure）
- 1968年：『高地魂をもった男』（The Man With The Heart in the Highlands） 15

### 戯曲
- 1938年：『わが心高原に』（My Heart's in the Highlands） 16、17、18
- 1939年：『君が人生の時』（The Time of Your Life） 16、19
- 1940年：『懐かしき愛の歌』（Love's old Sweet Song）
- 1941年：『おーい助けてくれ』（Hello Out There） 16、18
- 1942年：『夕空晴れて』（Coming Through the Rye） 16
- 1947年：『腹を立てて帰らないで』（Don't Go Away Mad）
- 1958年：『洞窟の住人』（The Cave Dwellers）

### 自伝・回想録
- 1952年：『ビヴァリー・ヒルズの自転車乗り』（The Bicycle Rider in Beverly Hills）
- 1961年：『ご存じ、来る人去る人』（Here Comes There Goes You Know Who）
- 1963年：『死ぬのではなく』（Not Dying）
- 1978年：『思いがけない出会い』（Chance Meetings）

### 作詞
- 1939年：『家へおいでよ』（Come On-a My House）

## おもな翻訳書
行頭の番号は、「おもな著作」の項の、行末の数字に対応する。
- 1 斎藤数衛訳『七万人のアッシリア人』（斎藤数衛編「現代アメリカ作家12人集」荒地出版社（1968）」中の一篇）
- 2 関汀子訳：『ディア・ベイビー』ブロンズ新社　1984　のちちくま文庫 ISBN 9784480025340
- 3 吉田ルイ子訳：『リトルチルドレン』ブロンズ新社　1984　のちちくま文庫 ISBN 9784480024985
- 4 清水俊二訳：『わが名はアラム』月曜書房、1951　のち晶文社 文学のおくりもの、新版1997
- 5 三浦朱門訳：『我が名はアラム』角川文庫、1957。福武文庫、1987
  - 柴田元幸訳：『僕の名はアラム』新潮文庫「村上柴田翻訳堂」、2016
- 6 関汀子訳：『ヒューマン・コメディ』ちくま文庫、1993 
  - 小川敏子訳：『ヒューマン・コメディ』光文社古典新訳文庫、2017 ISBN 9784334753597
- 7 小島信夫訳：『人間喜劇』研究社、1957　のち晶文社・文学のおくりもの、新版1997
- 8 内藤誠訳：『ロック・ワグラム』新潮文庫（1990）ISBN 9784102031056
- 9 清野暢一郎訳：『どこかで笑つてる』、ダヴィッド社（1954）
- 10 古沢安二郎訳：『わたし,ママが大好き』新潮社　1957
  - 岸田今日子・内藤誠訳：『ママ・アイラブユー』ワーク・ショップガルダ、1978　のち新潮文庫 ISBN 9784102031025
- 11 古沢安二郎訳：『サローヤン短編集』新潮文庫（1958） ISBN 9784102031018
- 12 伊丹十三訳：『パパ・ユーアクレイジー』ワーク・ショップガルダ、1979　新潮文庫 ISBN 9784102031032
- 13 大橋吉之輔訳：『人生の午後のある日』荒地出版社（1966）
- 14 今江祥智訳：『ワンデイインニューヨーク』ブロンズ新社、1983　のち新潮文庫、ちくま文庫 ISBN 9784480035073
- 15 井上一夫訳：『高地魂をもった男』（井上一夫訳「アメリカほら話」ちくま文庫（1968）ISBN 4480830049 中の一篇）
- 16 加藤道夫・倉橋健訳：『ウィリアム・サローヤン戯曲集』早川書房（1969） ISBN 9784152030795
- 17 倉橋健訳：『わが心高原に』　中央公論社　1950
  - 斎藤数衛・吉田三雄共訳：『笑うサム・心高原にあるもの』英宝社　1957
  - 古沢安二郎訳：『わがこころ高原に』ハヤカワNV文庫　1972
  - 千葉茂樹訳：『心は高原に』小峰書店（1996） ISBN 9784338133029
- 18 倉橋健訳：『わが心高原に おーい、救けてくれ!』ハヤカワ演劇文庫13（2008） ISBN 9784151400131
- 19 加藤道夫訳：『君が人生の時』 中央公論社 1950
  - 金子哲郎訳：『君が人生の楽しき時 戯曲』　創芸社・近代文庫 1953
- 『男』木暮義雄訳　ダヴィッド社　1951
- 『サロイアン傑作集』末永国明訳　新鋭社　1956